# Gladiolus goldblattianus
Gladiolus goldblattianus là một loài thực vật có hoa trong họ Diên vĩ. Loài này được Geerinck mô tả khoa học đầu tiên năm 2001.